# رامي صبري
رامي صبري (15 مارس 1978 م-)، مغني مصري.

## حياته ونشأته ومسيرته
ولد رامي صبري ونشأ في القاهرة وكان طموحه منذ الصغر أن يصبح فنانا مشهورا. قبل تخرجه من أكاديمية الموسيقى بالقاهرة، بدأت مسيرة رامي صبري الموسيقية بتلحين بعض الأغاني لمطربين أمثال عامر منيب، شيرين عبد الوهاب، فضل شاكر ومع نجاح هذه الأغاني بدأ اسم الفنان يلمع في الساحة الفنية وفي سنة 2005 التقى بالمخرج طارق العريان الذي أعجب بمواهبه الفنية وقرر تبنيه فنيا وإنتاج ألبومه الأول حبيبي الأولاني مع تصوير ثلاث أغاني منها على طريقة الفيديو كليب «حبيبي الأولاني»، «مش انا» و«بحبك» وحققت هذه الأغاني بالإضافة إلى التي لم يتم تصويرها مثل «الف ما شاء الله عليك» و«هتبعد يوم» و«لا يا قلبي» و«ليالي» نجاحا لافتا. وبعد نجاح هذا الألبوم بدأ في إجراء حفلات فنية شبابية، كما شارك في عدة حفلات أخرى كحفلات دفعات التخرج وحفلات الجمعيات والمؤسسات من هنا بدأ نجاح المطرب الفني، واضحى مطربا من المطربين الشباب المشهورين في مصر، وتزامن هذا الأمر مع ظهوره الاعلامي في عدة برامج ذات نسبة مشاهدة عالية في الوطن العربي مثل (تاراتاتا) و(نغم) و(سكوت حنغني).و اختير أيضا المطرب في ذات السنة للتمثيل إذ عرضت عليه سيناريوهات لأفلام سينمائية ولكنه رفض تلك العروض مبررا ذلك برغبته في التركيز على مشواره الغنائي وبرغبته في أن يكون «طارق العريان» هو مخرج فيلمه الأول.
و في سنة 2008، بذل المطرب جهودا مضنية في سبيل طرح البومه الثاني ولكنه تعرض للعديد من المشاكل منها ان الألبوم تعرض للقرصنة وانتشرت موسيقاه على شبكة الأنترنت، وأجل طرح الألبوم عدة مرات مما جعل المطرب في سباق مع الوقت ليتمكن من تأليف وتلحين اغان جديدة للألبوم لطرحه حتى تمكن من ذلك أخيرا صيف 2008، وحقق الألبوم نجاحا كبيرا جماهيريا وعلى مستوى المبيعات رغم ضعف الدعاية الإعلانية التي صاحبت الألبوم، والتي اقتصرت على ومضات اشهارية قليلة عبر التلفزيون وبعض البوسترات. صور رامي صبري أغنية «كلمه» بإخراج طارق العريان وحققت تلك الأغنية نجاحا باهرا واحتلت المراتب الأولى في سباقات الأغاني العربية اتبعها بتصوير دويتو من حفل رفقة الفنانة أصالة نصري زوجة طارق العريان وهو «مش فاكر ليك»، وبعدها كل من «الكلام كلو عادي» و«جوايا هتعيش».
كما أطلق ألبوم وأنا معاه عام 2013 من إنتاج محسن جابر في أول تعاون بينهم وحقق الألبوم نجاح ضخم ومن أكثر الأغاني التي حققت نجاح ضمن أغاني الألبوم «مسألتنيش» و «مش فارق» و «مع الأيام» كما صور رامي صبري من الألبوم أغنيتين بطريقة الفيديو كليب مع المخرج ياسر سامي في دولة التشيك وهم «وأنا معاه» و «برتاح».
وفي ثاني تعاون بينه وبين شركة مزيكا أطلق ألبوم «أجمل ليالي عمري» عام 2015 وحقق نجاح منظور وسط الألبومات التي صدرت في نفس الوقت وحققت أكثر من أغنية ضمن أغاني الألبوم نجاح جماهيري ضخم ومنهم «وعد مني» و «نفسها تشوفني» و «في كل مكان» وغيرهم كما صور مع المخرج موسى عيسى في دبي أغنية «أجمل ليالي عمري» وأغنية «تعالي» التي انتشرت بين الشباب على مواقع التواصل الاجتماعي بشكل ضخم.

## ألبوماته
- حبيبي الأولاني (10 أغاني) إنتاج ستارجيت
- غمضت عيني (15 أغنية) إنتاج ستارجيت وميلودي ميوزيك
- وأنا معاه (12 أغنية) إنتاج مزيكا
- فارق معاك (12 أغنية) إنتاج نجوم ريكوردز [4]
- أجمل ليالي عمري (11 أغنية) إنتاج مزيكا [5][6][7][8]
- الراجل (12 أغنية) إنتاج مزيكا
- معايا هتبدَّع ( 8 أغاني ) إنتاج R Music Studio

## الأغاني المصورة
- حبيبي الأولاني إخراج طارق العريان
- ألف ما شالله إخراج طارق العريان
- مش أنا إخراج تامر عاشور
- بحبك إخراج موسى عيسى
- كلمة إخراج طارق العريان
- مش فاكر ليك مع أصالة نصري إخراج طارق العريان
- وأنا معاه إخراج ياسر سامي
- برتاح إخراج محمد رمضان
- أجمل ليالي عمري إخراج موسى عيسى
- تعالي إخراج موسى عيسى
- أهد الدنيا إخراج فادي حداد
- وبقابل ناس إخراج هادي الباجوري

## الأغاني المصورة الدينية
- وجه كريم (إخراج: إسلام لطفي)
- يا رب (إخراج: محمد نبيل)

## القابه
- أفضل ثالث مطرب في الوطن العربي حسب ترتيب جائزة MTV العالمية عام 2009
- جائزة الدير جيست كأفضل مطرب في الوطن العربي لعام 2008
- جائزة أفضل أغنية عربية لعام 2020 من مجلة وشوشة حياتي مش تمام

## وصلات خارجية
- رامي صبري على موقع قاعدة بيانات الأفلام العربية
- رامي صبري على موقع ميوزك برينز (الإنجليزية)